# Саенко, Иван Егорович
Иван Егорович Саенко (1921—1994) — украинский литературовед, ректор Измаильского государственного педагогического института.

## Биография
Родился 26 марта 1921 года в селе Новобахмутовка на Донбассе (ныне Ясиноватского района Донецкой области).
В 1941—1945 годах находился в рядах Красной Армии, воевал в составе частей Юго-Западного, 2-го и 3-го Украинских фронтов.
В 1947 году окончил филологический факультет Одесского государственного университета. Учился в аспирантуре.
В 1950-х годах занимал должность старшего преподавателя кафедры украинской литературы Одесского государственного педагогического института имени К. Д. Ушинского.
В 1955 году защитил диссертацию «Леся Украинка — литературный критик: эстетические принципы литературно-критической деятельности» на соискание ученой степени кандидата филологических наук. Впоследствии присвоено ученое звание доцента.
В 1958−1962 годах работал ректором Измаильского государственного педагогического института.
С начале 1960 лет преподавал в Одесском государственном университете имени И. И. Мечникова. В 1971—1981 годах занимал должность доцента кафедры украинской литературы.
Умер 22 августа 1994 года.

## Научная деятельность
Исследовал творчество Леси Украинки, историю украинской литературы XX века.
- «Неоромантизм» Лесі Українки /І. Є. Саєнко// Наукові записки Ізмаїльського педагогічного інституту. — 1961. — Вип. 2. — С. 68 — 76.
- До з’ясування ролі біблійних мотивів у творчості Т. Г. Шевченка/ І. Є. Саєнко// Праці Одеського державного університету ім. І. І. Мечникова. Серія: Філологічні науки. — 1962. — Т. 152, вип. 14: Т. Г. Шевченко. — С. 34 — 39.
- Про ідейно-художню концепцію поеми І. Франка «Похорон» / І. Є. Саєнко // Українське літературознавство. — 1970. — Вип.11. — С. 39 — 46.
- Серед щирих друзів: Леся Українка в Одесі/ І. Є Саєнко// Горизонт. — Одеса: Маяк, 1971. — С. 54 — 57.
- Франко про діалектичний зв’язок національного й інтернаціонального в історико-літературному процесі/ І. Є. Саєнко// Українське літературознавство. — 1977. — Вип. 28. — С. 34 — 41.
- З болгарських контактів Лесі Українки/ І. Є. Саєнко// Українське літературознавство. — 1978. — Вип. 31. — С. 75 — 82.
- Пьеса Н. Зарудного «Тыл»: жанрово-композиционные особенности/ И. Е. Саенко// Вопросы литературы народов СССР. — 1978. — Вып. 4. — С. 101—110.